# Jukka Kalso
Jukka Kalso är en finländsk tidigare backhoppare.

## Karriär
Jukka Kalso debuterade internationellt i tysk-österrikiska backhopparveckan (som sedan säsongen 1979/1980 ingår i världscupen) i Schattenbergbacken i Oberstdorf i dåvarande Västtyskland 30 december 1982. Han blev nummer 46 i sin första internationella tävling. Han placerade sig bland de tio bästa i en världscupdeltävling första gången i normalbacken i Sapporo i Japan 21 januari 1984. Där blev han nummer 6. Jukka Kalso kom på prispallen två gånger i deltävlingar i världscupen under sin backhoppningskarriär. Han blev nummer 3 i normalbacken i Big Thunder i Thunder Bay i Kanada 6 december 1986. Kalso var 10,2 poäng efter Jens Weissflog från Östtyskland och 9,0 poäng efter landsmannen Matti Nykänen. Under backhopparveckan säsongen 1986/1987 blev Kalso tvåa i nyårstävlingen i Olympiabacken i Garmisch-Partenkirchen 1 januari 1987, endast slagen med 2,2 poäng av Andreas Bauer från Österrike. Jukka Kalso tävlade fem säsonger i världscupen mellan 1982 och 1987. Som bäst blev han nummer 16 totalt, säsongen 1986/1987. 
Jukka Kalso startade i skidflygnings-VM 1983 i Čerťák i Harrachov i dåvarande Tjeckoslovakien. Tävlingen vanns av Klaus Ostwald från Östtyskland före hemmafavoriten Pavel Ploc och bronsvinnaren Matti Nykänen. Kalso slutade på en 23:e plats. Kalso avslutade idrottskarriären 1987.